# Праздники Словении
Праздничные дни в Словении регулируются Законом о праздничных и выходных днях (1991) с поправками 2005, 2010, 2015 и 2016 годов. Часть из них — международные праздники, светские и религиозные (христианские), которые отмечаются во многих странах мира, а остальные — национальные праздники Словении, учреждённые, как правило, после обретения СРС независимости в 1991 году. Религиозные праздники не считаются государственными (т. е. государство не проводит специальных мероприятий), однако все они объявлены выходными днями.
Большинство праздничных дней имеют постоянную дату. Исключение — Пасха и день Святой Троицы, у которых дата «плавающая», она изменяется от года к году.

## Список праздников
| Праздники Словении |                                                              | |
| Дата               | Название                                                     | Информация |
| Январь             |                                                              | |
| 1–2 января         | Новый год                                                    | Первый праздник года. С 1955 по 2012 год выходным днём являлось не только первое, но и второе января. В 2017 году Государственное собрание Словении возобновило эту практику. |
| Февраль            |                                                              | |
| 8 февраля          | День Прешерна                                                | Полное название День Прешерна, праздник словенской культуры (словен. Prešernov dan, slovenski kulturni praznik). Отмечается в годовщину смерти знаменитого словенского поэта Франце Прешерна (1800—1849). Праздник учреждён в 1945 году, с 1991 года является нерабочим днём. |
| Март–Апрель        |                                                              | |
| —                  | Пасха и Светлый понедельник                                  | |
| Апрель             |                                                              | |
| 27 апреля          | День восстания против оккупации                              | До 1991 года отмечался как День Освободительного фронта (словен. Dan osvobodilne fronte, Dan OF). 27 апреля 1941 года в Любляне начал действовать Антиимпериалистический фронт, позднее переименованный в Освободительный фронт Словении — он вёл партизанскую войну против немецких и итальянских оккупантов. Праздник посвящён памяти словенцев, внесших свой вклад в победу во Второй мировой войне. |
| Май                |                                                              | |
| 1–2 мая            | День труда                                                   | |
| —                  | День Святой Троицы                                           | |
| Июнь               |                                                              | |
| 8 июня             | День Приможа Трубара                                         | Учреждён в 2010 году в память о проповеднике и гуманисте Приможе Трубаре (1508—1586), издавшем первые печатные книги на словенском языке. |
| 25 июня            | День государственности                                       | Отмечается в годовщину провозглашения независимости Социалистической Республики Словения в 1991 году. |
| Август             |                                                              | |
| 15 августа         | Успение Богородицы                                           | |
| 17 августа         | День воссоединения словенцев Прекмурья с материнским народом | 17 августа 1919 года армия Королевства сербов, хорватов и словенцев вошла в Прекмурье и присоединила регион, населённый словенцами, но принадлежавший Венгрии, к новому славянскому государству. Праздник учреждён в 2006 году. |
| Сентябрь           |                                                              | |
| 15 сентября        | День воссоединения Приморья с Отечеством                     | Словенское Приморье стало частью Югославии согласно положениям Парижского мирного договора, подписанного с Италией в 1947 году. |
| Октябрь            |                                                              | |
| 31 октября         | День Реформации                                              | В преимущественно католической Словении день Реформации — дань памяти взлёту национального самосознания и словенской культуры в XVI веке. Его ведущими деятелями были протестанты Примож Трубар, Юрий Далматин, Адам Бохорич и т. д. |
| Ноябрь             |                                                              | |
| 1 ноября           | День поминовения усопших                                     | |
| 23 ноября          | День Рудольфа Майстера                                       | Праздник учреждён в 2005 году и отмечается в годовщину захвата власти в Мариборе словенскими добровольческими отрядами майора Рудольфа Майстера (1918). Решительные действия Майстера в условиях фактического вакуума власти (Австро-Венгерская империя распадалась) обеспечили вхождение в состав Югославии северных и северо-восточных территорий современной Словении.                               |
| Декабрь            |                                                              | |
| 25 декабря         | Рождество Христово                                           | |
| 26 декабря         | День независимости и единства                                | День независимости и единства (в 1991–2005 годах просто День независимости) — память о референдуме 1990 года, на котором подавляющее большинство словенцев высказалось за выход из состава Югославии и провозглашение независимости страны. Сам референдум состоялся 23 декабря, официальное оглашение результатов — три дня спустя.                                                                    |

Кроме официальных, в Словении есть множество народных праздников, таких как свадьба с сосной или курентованье (аналог Масленицы). Несмотря на отсутствие официального статуса, они являются важной частью культурной жизни страны и её традиций.

## Галерея

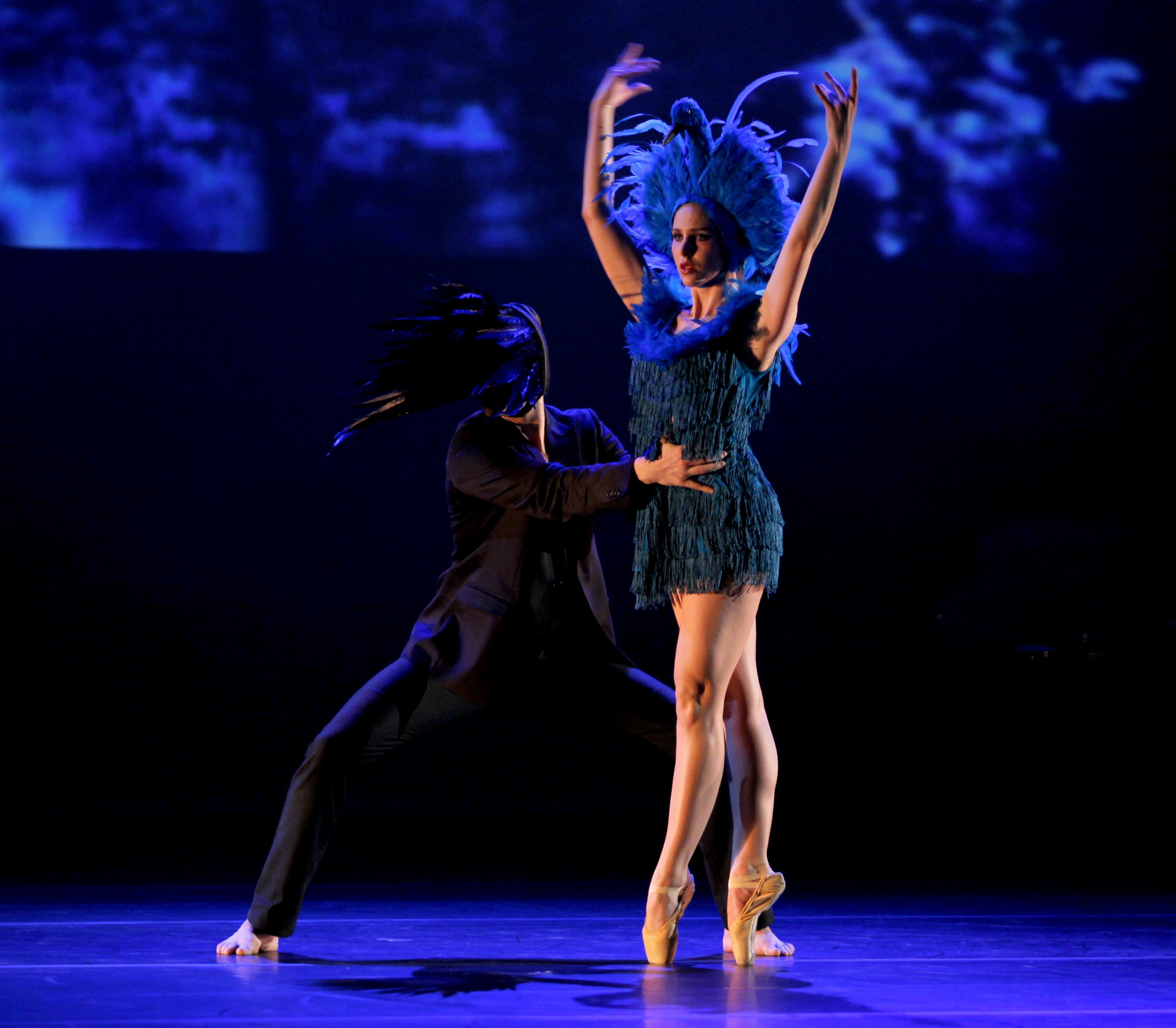
Балетное выступление на праздновании дня Прешерна (Любляна, 2010)
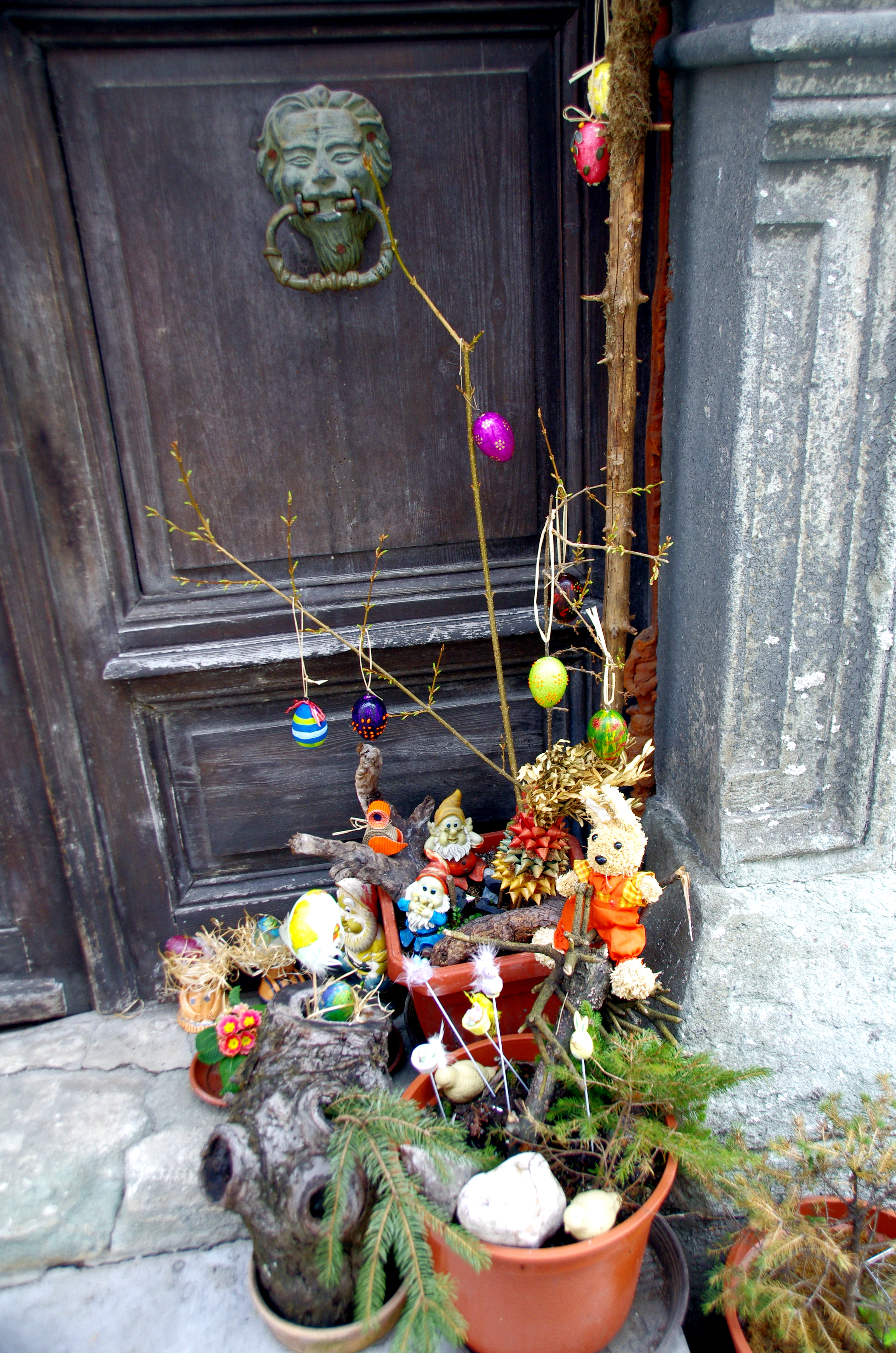
Пасхальные дары у дверей дома в Радовлице (2013)
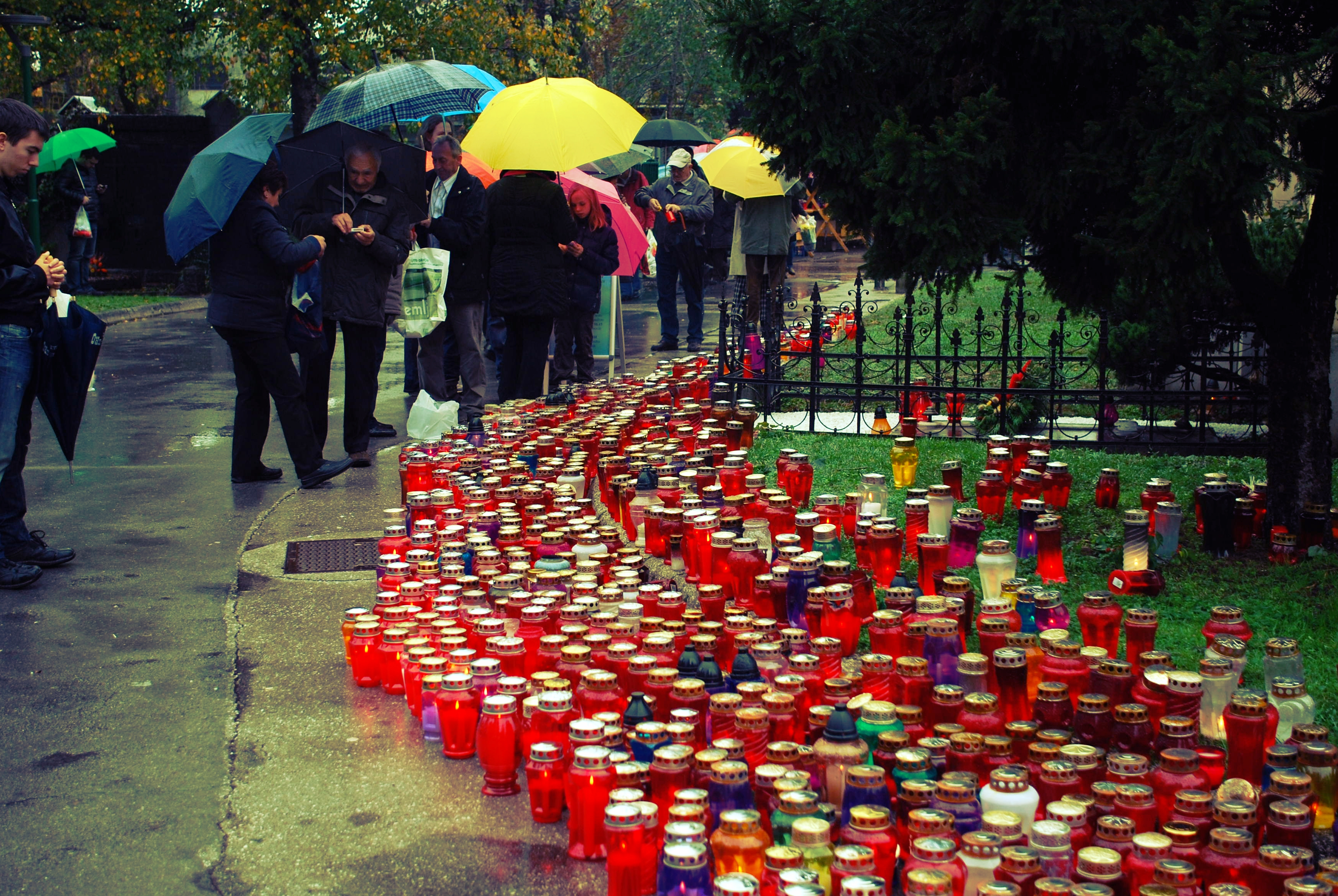
День поминовения усопших на кладбище Жале (2012)
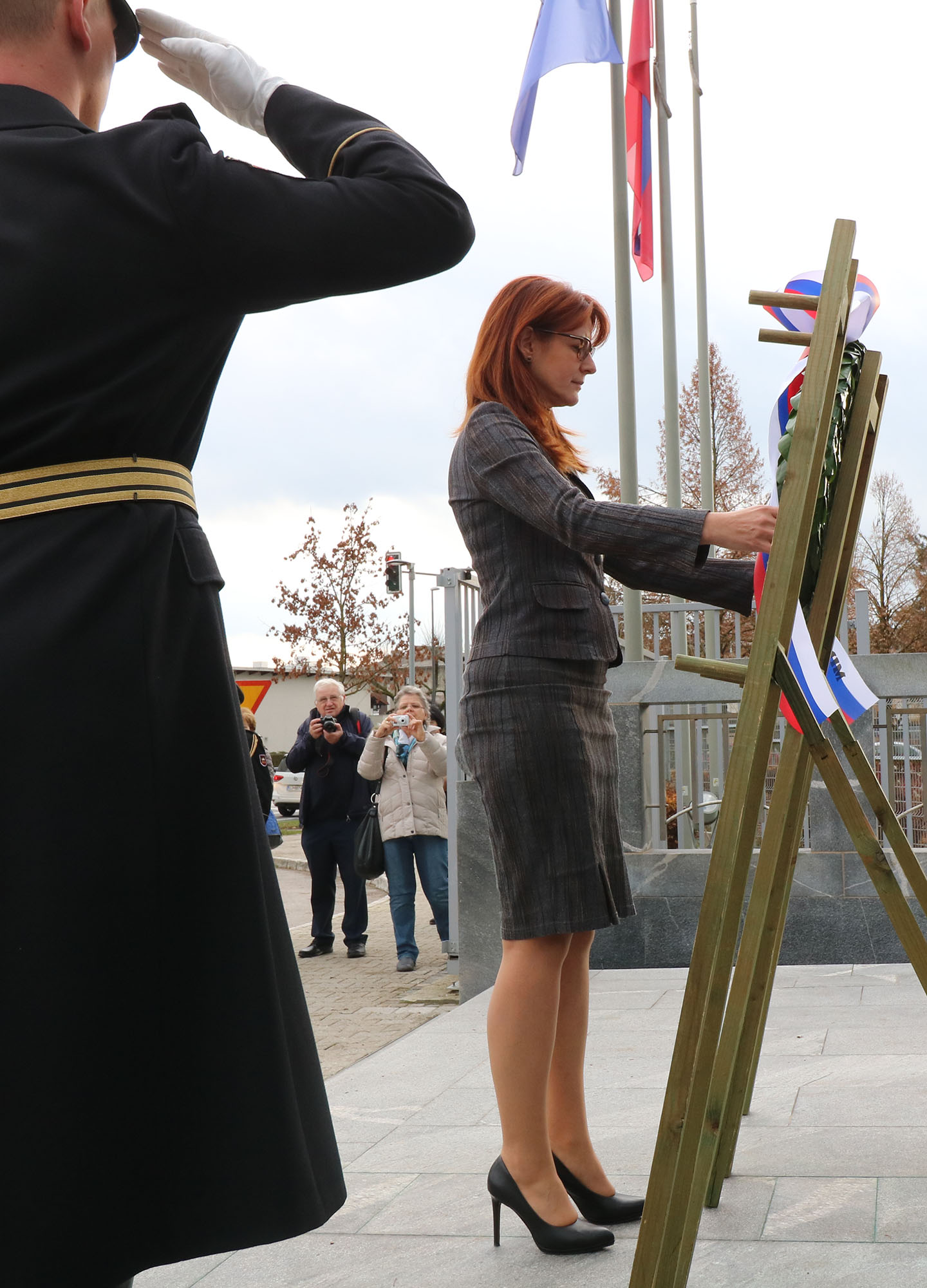
Министр обороны Словении Андреа Катич на торжественной церемонии в день Рудольфа Майстера (2016)
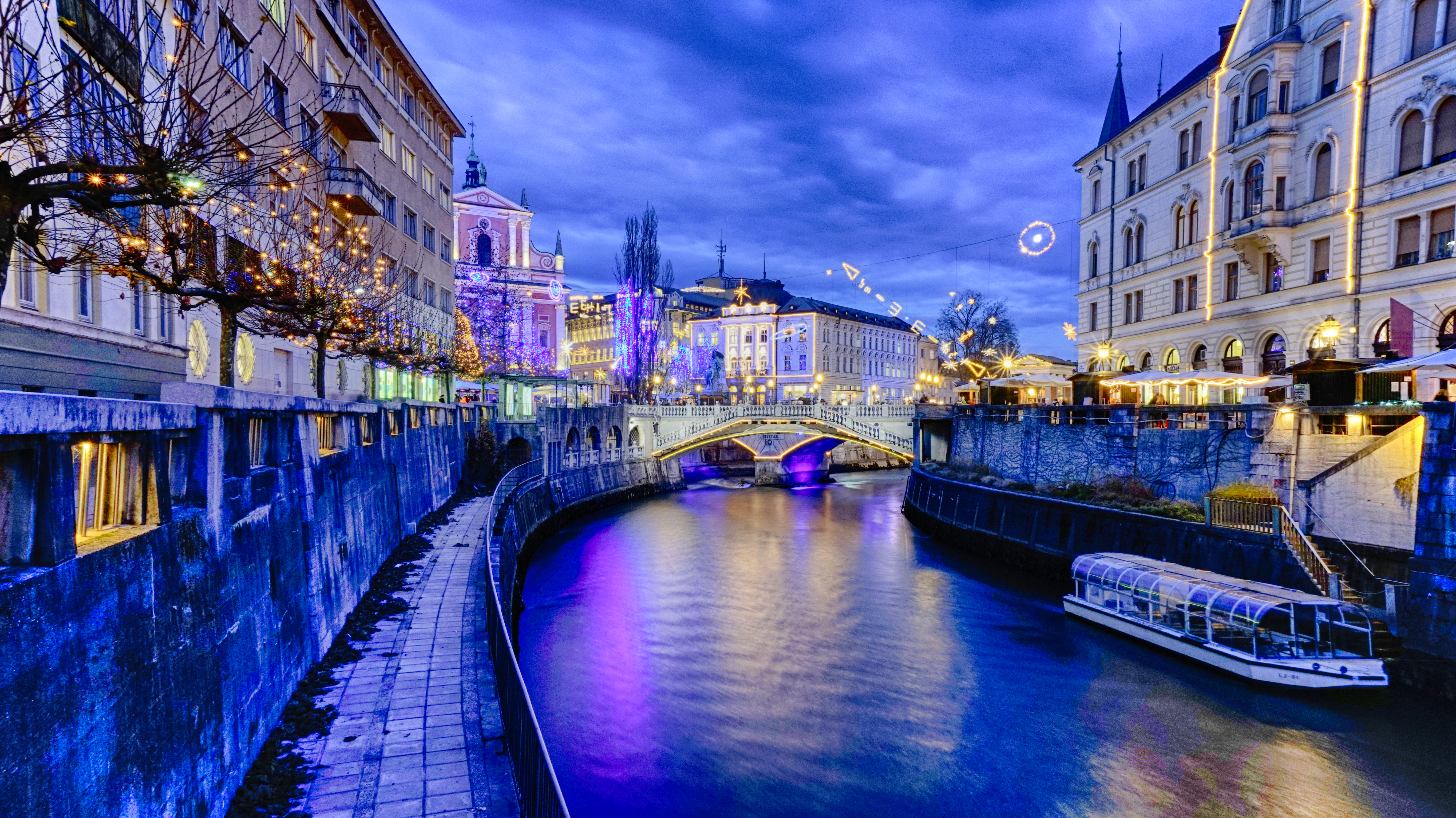
Любляна, украшенная к Рождеству (2014)